# Oiartzun
Oiartzun (spanisch Oyarzun) ist eine Gemeinde in der Provinz Guipúzcoa in der Autonomen Region Baskenland. Die Stadt war schon zu Römerzeiten als Oiasso oder Oiarso bekannt.
Alfons VIII. von Kastilien verlieh Oiartzun die Stadtrechte, woraufhin es aber noch einige Zeit dauerte, bis die Unabhängigkeit von Errenteria gegeben war.

## Sport
Im Jahr 2023 führte die Tour de France auf der 2. Etappe durch Oiartzun. In Gurutze wurde auf der GI-2134 mit der Côte de Gurutze (150 m) eine Bergwertung der 4. Kategorie abgenommen. Diese sicherte sich der US-Amerikaner Neilson Powless.
Weiters ist der Anstieg nach Gurutze auch durch die Clásica San Sebastián bekannt, bei der er zwischen den Jahren 2001 und 2007 den Schlussanstieg darstellte.

## Töchter und Söhne der Gemeinde
- Txomin Perurena (1943–2023), Radrennfahrer
- Miguel María Lasa (* 1947), Radrennfahrer
- Iñigo Gaínza (* 1995), Eishockeyspieler